# Cầu An Tế

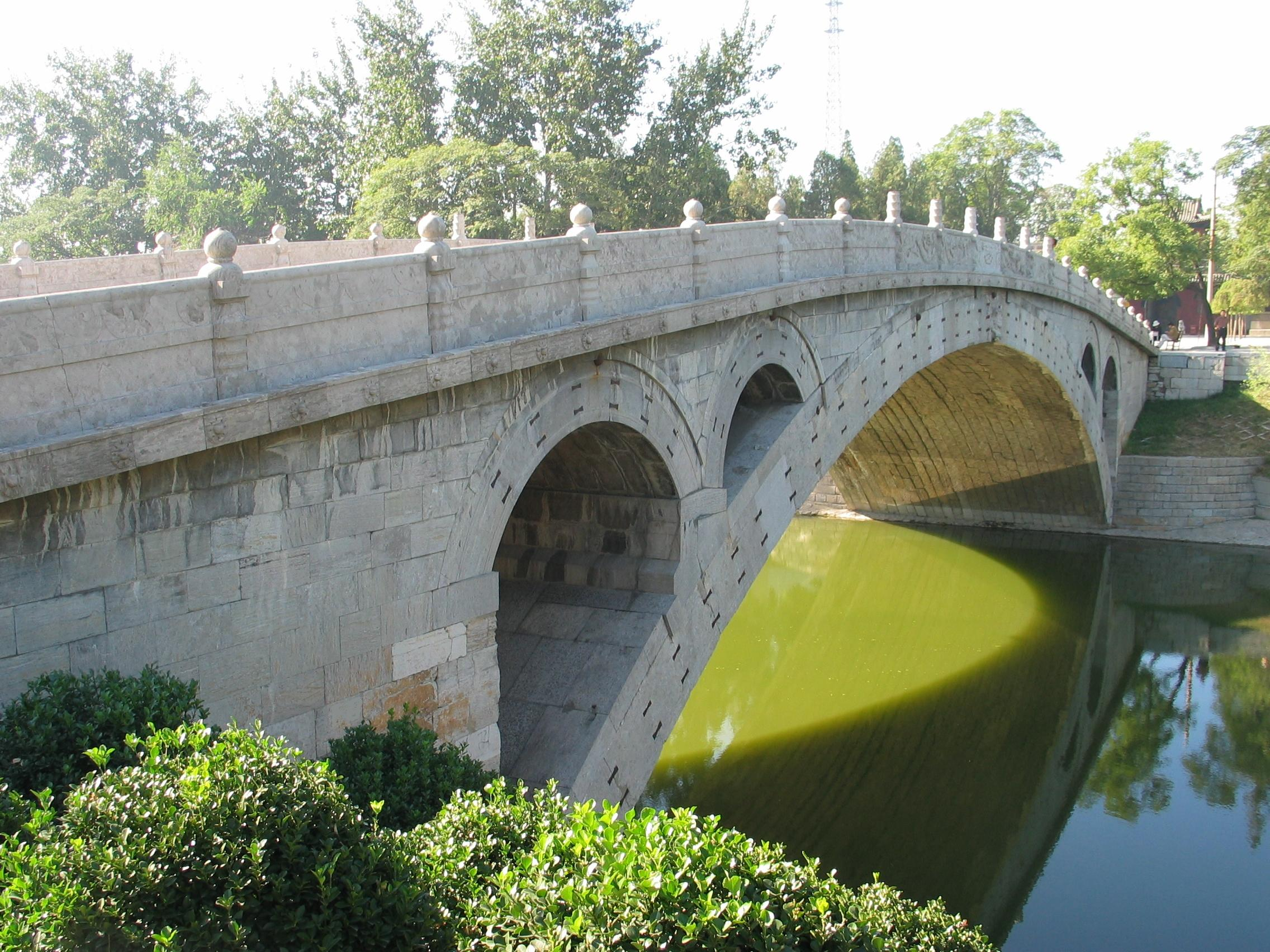
Cầu An Tế

Cầu An Tế (giản thể: 安济桥; phồn thể: 安濟橋; bính âm: An Ji Qiáo, hay cầu Triệu Châu (giản thể: 赵州桥; phồn thể: 趙州橋; bính âm: Zhàozhōu Qiáo), cầu Đại Thạch (tiếng Trung: 大石桥; bính âm: Dà Shí Qiáo) là một cây cầu đá hình vòm bắc qua sông Hào (tiếng Trung: 洨河; bính âm: Xiào Hé) ở huyện Triệu, Thạch Gia Trang, Hà Bắc, Trung Quốc. Cầu được xếp là một trong bốn cây cầu cổ nổi tiếng nhất Trung Quốc (tứ đại cổ kiều), là di sản văn hóa trọng điểm quốc gia của Trung Quốc.
Cầu dài 50,82 m có hướng Bắc-Nam, rộng 9 m, cao 7,3 m. Nhịp chính giữa của cầu này dài đến 37,37 m. Mặt cầu chia làm 3 làn đường. Làn ở giữa dành cho ngựa và xe. Hai làn bên dành cho người đi bộ. Cầu được xây từ năm Khai Hoàng thứ mười lăm (595) đến năm Đại Nghiệp thứ nhất (605) trong thời Tùy Dạng Đế. Người thiết kế và chỉ huy thi công là Lý Xuân.
Đây hiện là cây cầu vẫn còn nguyên vẹn cổ xưa nhất Trung Quốc. Nó vẫn vững vàng dù trong 1.400 năm qua cây cầu đã hứng chịu ít nhất 8 cuộc chiến tranh, 10 trận lũ lớn, và rất nhiều trận động đất trong đó trận có tâm chấn gần cây cầu nhất có cường độ tới 7,2 độ. Bí quyết khiến cho cây cầu đứng vững nằm ở kiến trúc và kỹ thuật đặc biệt được áp dụng để xây cầu. Cây cầu có tỷ số độ cao trên độ dài nhịp cuốn là xấp xỉ 0,197 (7,3 ÷ 37) và tỷ số độ dài vòm nhịp trên độ dài nhịp cuốn là 1,1. Độ dốc của vòm nhịp vào khoảng 450. Nhịp trung tâm làm từ 28 phiến đá vôi cong và mỏng liên kết với nhau bằng mộng đuôi én bằng sắt. Điều này cho phép vòm nhịp có thể dịch chuyển và ngăn không cho cầu bị sụp trong trường hợp có một phiến bị vỡ. Trước và sau nhịp chính đều có thêm một nhịp phụ. Hai nhịp phụ này vừa làm giảm trọng lượng của cầu đi khoảng 700 tấn, vừa cho phép nước lũ thoát qua làm giảm lực xô vào cầu.
Một số cây cầu được xây sau này ở Trung Quốc đã bắt chước kỹ thuật của cầu An Tế.
Cây cầu nổi tiếng ở Trung Quốc vì vẻ đẹp của nó. Có tác giả thời Minh ví cây cầu như trăng non lộ khỏi đám mây, như một cầu vồng dài trên thác nước, v.v... Đến khi một giáo sư của đại học Thanh Hoa tái phát hiện bí mật kỹ thuật của cây cầu và công bố nó thì cây cầu trở nên nổi tiếng thế giới.